# American Pie presenta: Il manuale del sesso
American Pie presenta: Il manuale del sesso (American Pie Presents: The Book of Love) è un film per ragazzi direct-to-video del 2009 (è stato pubblicato il 2 dicembre 2009) diretto da John Putch, settimo episodio della serie spin-off American Pie.

## Trama
Sono trascorsi dieci anni dalle avventure del primo film. Tre adolescenti vergini (Rob, Nathan e Lube) ed imbranati con le ragazze, ritrovano per caso nella biblioteca della East Great Falls High il famigerato "Manuale del Sesso", già menzionato in American Pie, in grado di svelare tutti i segreti della virilità. Sfortunatamente per loro il libro è rovinato e con indicazioni incomplete e questo li condurrà ad esperienze molto particolari.
Così i tre decidono di rintracciare tutti gli autori della bibbia e prima di tutti il suo creatore: il grande Noah Levenstein che aiuterà i ragazzi e darà loro ottimi consigli. A questo punto, con la preparazione adatta e gli strumenti giusti, sono finalmente pronti a perdere la verginità. Non mancano, come in tutti gli American Pie, scene demenziali e singolari imprevisti sessuali.

## Personaggi
- Rob: Tipico adolescente di American Pie imbranato con le ragazze e al quale succedono una serie interminabile di sventure. È innamorato della sua migliore amica Heidi ma non riesce a confessarle quello che prova finché non trova la bibbia.
- Nathan: Sta insieme a Dana da 6 mesi ma non è ancora riuscito a combinarci niente così inizia a diventare fissato e questo gli causerà vari problemi con la ragazza.
- Lube: Prova tutti i metodi possibili, a volte anche molto stravaganti, per conquistare una ragazza ma alla fine il risultato è sempre lo stesso. È innamorato da quando frequentava le elementari di Ashley la quale però non ricambia affatto le sue attenzioni fino alla fine del film in cui la conquista con la sua dolcezza.
- Scott Stifler: Un altro esemplare della mitica famiglia Stifler che segue perfettamente le orme lasciate dai suoi predecessori.
- Heidi: La migliore amica di Rob al quale confessa ogni sua preoccupazione, soprattutto quelle legate al sesso e al fatto che sia ancora vergine (cosa che la preoccupa).
- Dana: Fidanzata di Nathan che dopo varie avventure sessuali ha deciso di prendere la strada della fede facendo un voto di castità; voto che verrà ritirato alla fine del film per riallacciare i rapporti col ragazzo.
- Ashley: Bellissima cheer leader della squadra di basket della scuola; sembra la tipica bella ma stupida ragazza, stereotipo che verrà abbattuto nel finale quando si presenta per come realmente è con Lube.
- Noah Levenstein: Il solito maestro di vita che in questo episodio è presentato come il creatore della bibbia. Aiuterà i ragazzi a restaurare il libro che lui stesso ha creato.

## Citazioni di altre opere
Sono molte le citazioni che ci ricordano i primi capitoli di "American Pie":
- Il Manuale del Sesso fa la sua comparsa in American Pie - Il Primo Assaggio Non Si Scorda Mai.
- Nathan usa la tecnica della "Lingua a Tornado" con la sua ragazza. Questa tecnica è stata imparata dal Manuale, infatti nel primo film Kevin la usa con la fidanzata Vicky.
- La scena iniziale in cui Rob si masturba con un sandwich ricorda molto quella di Jim in American Pie (anche se quest'ultimo usa una torta di mele).
- In una scena compare la cugina di Nadia, personaggio comparso in American Pie, American Pie 2 ed American Pie: Ancora insieme.
- Mentre Rob sta scrivendo la sua firma nell'elenco di chi ha consultato il manuale, si leggono anche quelle di Kevin Myers, che l'aveva consultato nel primo capitolo della saga, e di Steve Stifler. Sembrano inoltre apparire tra i nomi di Kevin e di Steve quelli di Jim Levenstein e di Chris Ostreicher. Dopo il nome di Steve Stiffler si leggono in ordine quelli di Dwight Stiffler, Matt Stiffler ed Erik Stiffler.
- Nella scena della festa si vedono delle ragazze che corrono completamente nude, il che è un chiaro riferimento al quinto episodio della serie American Pie - Nudi alla Meta.
- Quando i protagonisti telefonano ai precedenti utilizzatori del manuale, uno di essi è interpretato da Bret Michaels, storico leader dei Poison.

## Cast e produzione
Eugene Levy è tornato nell'iconico ruolo di Noah Levenstein, unico membro del cast originale a riconfermarsi in ogni episodio della serie. All'inizio delle riprese era stata annunciata la partecipazione di Tara Reid nel ruolo di Vicky Lathum, questa non è avvenuta perché secondo la produzione il contratto non si sarebbe potuto stipulare in tempo. Gran parte del film è stata girata al di fuori degli Stati Uniti.

## Sequel
Già nel mese di ottobre 2008, era stato segnalato la Universal Pictures aveva intenzione di produrre un terzo seguito cinematografico del primo film. Nuovi voci sono seguite, poi, nel febbraio 2010, secondo le quali si affermava che "alcuni membri del cast originale" avevano espresso interesse a tornare nei loro ruoli.. Nel mese di aprile 2010, è stato confermato che il film è in pre-produzione e Jon Hurwitz ed Hayden Schlossberg hanno firmato per realizzare il film. La Universal ha riferito di essere in attesa di iniziare la produzione nell'estate 2010 e spera di riunire il cast della trilogia originale. Il 16 marzo 2011 è stata annunciata la firma di Jason Biggs, Eugene Levy e Seann William Scott per prendere parte al nuovo film della serie, intitolato American Pie: Ancora insieme, che è poi uscito il 6 aprile 2012.

## Colonna sonora
1. Yello – Oh Yeah – 6:54
2. Nickelback – Something in Your Mouth – 3:39
3. The High Decibels – Sexy Little Thing – 4:15
4. The High Decibels – Miss Cindy – 2:44
5. Freddy Rawsh – Smoke Alarm – 3:26
6. Katy Perry – Hot n Cold – 3:40
7. Fall Out Boy – Dance, Dance – 3:23
8. Sideway Runners – Turn it Down – 2:55
9. Roobie Breastnut – Hypnotika – 3:57
10. Ace Baker – Beer Beer Beer – 3:05
11. Wanda Bell – How Do I Know – 4:23
12. Nio Renee Wilson – When You Want Some Uh Uh – 3:42
13. Quanteisha – Get Loose (The Hipjoint Remix) – 4:04
14. The High Lonesome – Pauline – 3:40
15. Sam Morrison – Katmandu – 5:32
16. Dr. Hollywood – 1969 – 2:58
17. Isaac Hayes – Body Language – 5:30
18. Aiden Hawken – If Something's Wrong – 5:12
19. All Time Low – Damned If I Do Ya (Damned If I Don't) – 3:11
20. Cobra Starship – Hot Mess – 2:52
21. Crash Boom Bang – Are You Ready – 3:04
22. Keely Hawkes – Got Me Some Love
23. Friday Night Boys – Stuttering – 3:10
24. The Genders – Army Girl – 3:40
25. Ace Baker – Obsession
26. The High Lonesome – Something Wild – 4:49
27. Travis Tritt – Burning Love – 3:32
28. Matt Nathanson – Laid – 3:03
29. Billy Trudel – She Can Dance
30. Mikey & The Gypsys – Monday – 3:31
31. The Elliots – In It For You (Catch my Fall) – 3:42
32. Melinda Ortner – Heartbeats – 3:08
33. Elliott Smith – Say Yes – 2:19
34. Powderfinger – Book of Love – 2:31
35. Big B – Sinner (feat. Scott Russo) – 3:36
36. Kaya Jones – Mouth to Mouth – 3:11